# Loaded with Zoul
Loaded With Zoul – debiutancki album estońskiego zespołu Malcolm Lincoln, wydany 19 maja 2010 przez Universal Music Group.
Wszystkie utwory na płycie zostały napisane oraz skomponowane przez Robina Juhkentala oraz Reigo Vilbiksa.

## Lista utworów
Opracowano na podstawie materiału źródłowego.
1. „Loaded With Zoul” – 2:37
2. „Where Did We Loze Our Way” – 3:14
3. „I Wanna” – 3:09
4. „Wake Me Up” – 3:08
5. „I'm Ztill Ztanding” – 3:36
6. „Duya Duya Duya” – 4:18
7. „FunkZhite” – 2:29
8. „Danz and Wadz Da Cloudz” – 3:02
9. „Uu Monica” – 3:02
10. „Siren” – 2:56
11. „Body of Da Chrizt” – 3:23
12. „Found a Way” – 2:29